# Laversines
Laversines é uma comuna francesa na região administrativa de Altos da França, no departamento de Oise. Estende-se por uma área de 13,79 km². Em 2010 a comuna tinha 1 226 habitantes (densidade: 88,9 hab./km²).